# Elastomeer

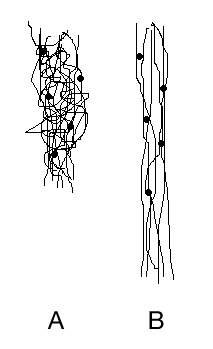
(B) Is een elastomeer dat onder spanning staat. Bij (A) is de spanning verwijderd. (De punten zijn de onderlinge verbindingen 'cross links')

Elastomeren zijn synthetische polymeren met rubberachtige eigenschappen.
Het woord elastomeer komt van de woorden ‘elastisch’ en ‘mer’ (meros in het Grieks betekent deel, zoals in bijvoorbeeld ‘polymeer’ of ‘monomeer’).
Een elastisch materiaal neemt weer zijn oorspronkelijke vorm aan na verwijdering van een externe belasting zolang de belasting binnen het kritische gebied valt. Indien de belasting gedurende lange tijd wordt aangehouden ontstaat een fenomeen dat men kruip noemt, de rek neemt toe onder constante belasting en dit resulteert in een permanente vervorming van het elastomeer.
(Dit treedt bijvoorbeeld op als men een elastiek gedurende lange tijd opspant).
Elastomeren zijn veerkrachtige plastics en, in tegenstelling tot de plastomeren/thermoplasten, moeilijk te recycleren. Het is licht driedimensionaal verweven en wijdmazig gebonden. Een voorbeeld van dit soort plastic is latex. Dit plastic vulkaniseren ze eerst, wat ervoor zorgt dat het elastomeer hard wordt en gemeenschappelijke eigenschappen krijgt als de thermoharders/duromeren. 
Voorbeelden van elastomeren zijn:
- EPDM-rubber
- Epichloorhydrinerubber (ECO)
- Elastan
- Isopreenrubber (IR)
- Neopreen (polychloropreen)
- Isopreen-butylrubber (IIR)
- Polyurethaan (PUR)
- Natuurrubber (NR)
- Styreen-butadieenrubber (SBR)
- Hypalon (CSM, chloor-sulfon-polyethyleen)
- Siloxanen